# Hrafn Gunnlaugsson
Hrafn Gunnlaugsson (17 juni 1948, Reykjavík) is een IJslands filmregisseur.

## Filmografie
- Óðal feðranna (1981)
- Hrafninn flýgur (1984)
- Í skugga hrafnsins (1988)
- Hvíti víkingurinn (1991)
- Helgu vé, Hin (1993)
- Myrkrahöfðinginn (2000)
- Reykjavík í öðru ljósi (2000)
- Opinberun Hannesar (2004)

- Biblioteca Nacional de España: XX4944934
- Bibliothèque nationale de France: cb12458319b (data)
- Gemeinsame Normdatei: 141396113
- International Standard Name Identifier: 0000 0001 1701 532X
- Library of Congress Control Number: n95077845
- Nationale Bibliotheek van Tsjechië: xx0243144
- SNAC: w6s32hm1
- Système universitaire de documentation: 171549333
- Virtual International Authority File: 120981973
- WorldCat: E39PBJhMm9XcXf38q38RFVvWDq